# Pierre D'hauwer
Pierre Joseph Victor D'hauwer (Kester, 14 september 1863 - Ronse, 15 september 1919) was een Belgisch politicus voor de Liberale Partij.

## Levensloop
D'hauwer werd doctor in de geneeskunde en vestigde zich in Ronse.
Hij werd verkozen tot gemeenteraadslid van Ronse (1895-1903). In 1906 werd hij liberaal volksvertegenwoordiger voor het arrondissement Oudenaarde als opvolger van de overleden Camille Liefmans en vervulde dit mandaat tot aan zijn dood.
Hij was actief in liberale organisaties: voorzitter van een ziekenkas, een spaarkas en een pensioenkas. Kort voor zijn dood, pleitte hij voor de oprichting van een liberale vakbond in Ronse. De leiding moest volgens hem berusten bij de arbeiders zelf. Nochtans zou ze geen instrument zijn om het kapitaal en het patronaat te bestrijden, maar om deze met de arbeiders te verzoenen.
Er is een Pierre-D'Hauwerstraat in Ronse.